# Louis Lansana Béavogui
Pour les articles homonymes, voir Béavogui.
Louis Lansana Béavogui (), né le 28 décembre 1923 à Macenta et mort le 19 août 1984 à Conakry, est un homme d'État guinéen.

## Biographie

### Origines et études
Issu de l'ethnie Toma, Louis Lansana Béavogui effectue ses études à Dakar, puis devient infirmier.

### Carrière politique
Élu maire de Kissidougou à 31 ans, il devient député en janvier 1956, devenant ainsi l'un des trois représentants de la Guinée sur les bancs de l'Assemblée nationale française. Après l'indépendance de son pays le 2 octobre 1958, il est nommé au gouvernement en tant que ministre des Affaires économiques et de la planification, puis ministre des Affaires étrangères en 1961.
En octobre 1966, alors que le gouvernement guinéen a permis à Kwame Nkrumah, l'ancien président ghanéen renversé quelques mois plus tôt par un coup d'État, de trouver refuge sur son territoire, les autorités ghanéennes retiennent Béavogui à l'aéroport d'Accra, alors qu'il se rendait à une conférence de l'Organisation de l'unité africaine en Éthiopie[réf. nécessaire].
En mai 1969, il quitte ses fonctions de ministre des Affaires étrangères qu'il occupait depuis huit ans, et retrouve son ancien poste au ministère de l'Économie.

## Premier ministre
À la fin du IXe congrès du Parti démocratique de Guinée (PDG, au pouvoir), le 25 avril 1972, le président Ahmed Sékou Touré le nomme Premier ministre, une fonction qui n'existait pas auparavant. Il prend ses fonctions le lendemain.

## Président intérimaire de Guinée
Le 26 mars 1984, Sékou Touré meurt à Cleveland lors d'une opération de chirurgie cardiaque. Louis Lansana Béavogui est alors chargé d'assurer l'intérim à la présidence de la République, bien que beaucoup doutent de son leadership en raison de sa mauvaise santé. Au cours de sa brève présidence, il dit au revoir à son prédécesseur lors de ses funérailles. Lansana Béavogui prend la parole lors d'un rassemblement de deuil au Palais du Peuple le 28 mars, rencontre de nombreuses délégations arrivant pour les funérailles à l'aéroport et lit un discours d'adieu aux funérailles de Sékou Touré le 30 mars. Il est renversé le 3 avril suivant par un coup d'État militaire dirigé par Lansana Conté et Diarra Traoré.
Il est dès lors emprisonné à la prison centrale de Kindia, jusqu'à son transfert à Conakry pour des raisons de santé. Il meurt du diabète lors d'une hospitalisation, en août 1984.